# Хертек, Эмиль фон
Эмиль фон Хертек (нем. Emil von Chertek; 1835 — 7 октября 1922) — австро-венгерский государственный деятель, министр финансов Цислейтании в 1879—1880.

## Жизнь и карьера
В 1858 поступил на государственную службу. Работал в административных органах Хорватии и Славонии. По представлению Сизинио фон Претиса-Кагнодо переведен на работу в министерство финансов. 24 июня 1879 назначен шефом секции министерства, занимался вопросами регулирования имущественного налога. Политически примыкал к группе немецких либералов.
12 августа 1879 назначен министром финансов. Занимал должность до 16 февраля 1880.
С сентября 1890 являлся управляющим финансов императорского дома (Allerhöchsten Privat- und Familienfond). В 1910, в возрасте 77 лет вышел в отставку. Умер в 1922.